# Brock (Pokémon)
Brock (Japans: Takeshi) is een personage uit de televisieserie Pokémon. Brock is een van de hoofdpersonen uit de serie. Brock komt uit Pewter City, hij was hier de Gymleider. De Nederlandse stem van Brock werd ingesproken door Fred Meijer, de Engelse door Eric Stuart (seizoen 1 tot en met 8) en Bill Rogers (seizoen 9 en verder) en de Japanse door Yuji Ueda. Brock was voor het eerst te zien in aflevering 5 van het eerste seizoen: Krachtmeting in Pewter City.

## Brocks reizen
Brock reist in het eerste seizoen samen met Misty en Ash door de Kanto-regio in de Pokémonwereld. Hierna blijft hij achter bij professor Ivy. In seizoen drie kwam hij terug. Dit was bij professor Oak. Als Ash daar de naam "professor Ivy" zei kroop hij gefrustreerd weg. In het derde, vierde en vijfde seizoen reist Brock met dezelfde personen, alleen dan door Johto. Aan het einde van dit seizoen moest hij terug naar de Pewter-gym om wat te regelen. In seizoen zes kwam hij Ash in een bos tegen en reisden ze weer samen. Dit deden ze samen met May en Max. In seizoen zeven en acht reist Brock verder met Ash, May en Max door de Hoenn regio. In seizoen negen reist Brock met Ash, May en Max door de Kanto-regio. In seizoen tien, elf, twaalf en dertien reist Brock met Ash en Dawn door Sinnoh. Later reist Brock niet meer met Ash mee, maar blijft hij in Pewter City om Pokémon Dokter te worden.

## Karakter
Brock is een wijze, nuchtere persoon die vaak zichzelf op de achtergrond zet om anderen te helpen. Hij is groot en ziet er redelijk volwassen uit, maar is net als de anderen nog een tiener.
Brock was een gymleider, maar verliet zijn gym om met Ash mee te reizen. Hierdoor heeft hij veel kennis over Pokémon-gevechten. Hij becommentarieert deze gevechten vaak, waarbij hij de aanvallen uitlegt. Het is zijn droom om een goede Pokémonfokker te worden. Later in de serie scherpt hij zijn vaardigheden in de geneeskunde aan, en begint hij zijn training om een Pokémondokter te worden.
Hij wordt snel verliefd op meisjes die hij tegenkomt, waardoor in de serie vaak te zien is dat hij zuster Joy of agent Jenny uitvraagt. Een running gag in de serie is dat Misty hem aan zijn oren wegtrekt als hij hier te ver in gaat.

## Brocks Pokémon
Net als de meeste Pokémontrainers draagt Brock zes Pokémon bij zich. Die draagt hij allemaal in Pokéballen.

### De Pokémon in de Pewter Gym
Normaal-Pokémon: 
- Chansey

Steen-Pokémon: 
- Geodude
- Sudowoodo
- Onix

Gif - Pokémon: 
- Crobat
- Croagunk

Insect – Pokémon: 
- Forretress

Water Pokémon:
- Ludicolo
- Marshtomp

Gras Pokémon:
- Ludicolo

Vlieg Pokémon
- Crobat

Staal Pokémon
- Steelix
- Forretress

Vecht Pokémon
- Croagunk

Grond Pokémon
- Geodude
- Steelix
- Marshtomp

### Brocks Pokémon tijdens zijn reizen
Hier is een lijst van Brocks Pokémon in volgorde van vangst:
Kanto: 
- Geodude
- Onix > Steelix
- Zubat > Golbat > Crobat
- Vulpix (Brock heeft Vulpix te leen gehad van Suzy. Hij kreeg Vulpix in de aflevering De Allernieuwste Mode.)

Johto: 
- Pineco > Forretress
- (Golbat > Crobat)

Hoenn: 
- Loted > Lombre > Ludicolo
- Mudkip > Marshtomp

Battle frontier: 
- Bonsly > Suduwoodu
- (Onix > Steelix)

Sinnoh:
- (Bonsly > Suduwoodu)
- Croagunk
- Happiny > Chansey

## Toernooien
Brock heeft aan verschillende Pokémontoernooien en Pokémonwedstrijden meegedaan. Brock deed aan alle toernooien en wedstrijden mee met zijn eigen Pokémon.

### Pokémontoernooien
- Pokémon schoonheidswedstrijd met Vulpix en Suzy. Hier hebben Brock, Suzy en Vulpix gewonnen.
- P1 Grand Prix met Geodude. Brock heeft bij de Grand Prix opgegeven tegen de Hitmonlee van Anthony.
- Pokémon oriënteringswedstrijd met Bonsly.
- Pokémon kostuumwedstrijd met Croagunk. Brock en Croagunk hebben de wedstrijd gewonnen.
- Pastoria City Croagunk Festival met Croagunk.

### Pokémonwedstrijden
Brock heeft ook één keer meegedaan aan een Pokémonwedstrijd. Dit was de wedstrijd in Gardina Town. Brock werd bij deze wedstrijd tweede. Brock verloor in de finale van May die hier haar vierde Kanto-lintje veroverde.